# Paya Beurandang
Paya Beurandang is een bestuurslaag in het regentschap Aceh Utara van de provincie Atjeh, Indonesië. Paya Beurandang telt 448 inwoners (volkstelling 2010).